# Crno i belo
Pour les articles homonymes, voir Black and White.
Crno i belo (« Noir et blanc ») est la chanson de l'artiste macédonienne Kaliopi qui représente la Macédoine au Concours Eurovision de la chanson 2012 à Bakou, en Azerbaïdjan.

## Eurovision 2012
La chanson est présentée le 29 février 2012 à la suite d'une sélection interne.
Le 24 mai 2012, lors de la 2e demi-finale, elle termine à la 9e place avec 53 points  en ayant finie à la 9e place du jury avec 58 points et à la 8e place du télévote avec 63 points. Elle est donc qualifiée pour la finale.
Le 26 mai 2012, lors de la finale, elle termine à la 13e place avec 71 points en ayant finie à la 17e place du jury avec 69 points et à la 11e place du télévote avec 79 points.